# Amauris grogani
Amauris grogani är en fjärilsart som beskrevs av Sharpe 1901. Amauris grogani ingår i släktet Amauris och familjen praktfjärilar. Inga underarter finns listade i Catalogue of Life.